# Normanna (Teksas)
Normanna – jednostka osadnicza w Stanach Zjednoczonych, w stanie Teksas, w hrabstwie Bee.